# Joseph Deleplanque
Joseph Antoine Marie Deleplanque (Gent, 19 december 1876 -  Ramskapelle, 10 september 1915) was een Belgische roeier. Hij was lid van de Club Nautique de Gand. Hij veroverde in het roeien vier Europese titels.

## Roeien
Deleplanque werd tussen 1897 en 1899 drie opeenvolgende keren Belgisch kampioen skiff. Hij won in 1897 en 1898 ook op dit nummer de Europese kampioenschappen. In 1898 en 1899 werd hij met zijn clubgenoten van Club Gent ook Europees kampioen op de acht met stuurman.

## Oorlog
Bij het begin van de Eerste Wereldoorlog meldde Deleplanque, ingenieur aan de Universiteit van Gent, zich aan als vrijwilliger. Hij werd adjudant bij de genie. Hij kwam in september 1915 om het leven in Ramskapelle aan de IJzer en werd begraven in Wulpen.

## Palmares

### skiff
- 1897:  BK
- 1897:  EK in Pallanza
- 1898:  BK
- 1898:  EK in Turijn
- 1899:  BK
- 1899:  EK in Oostende

### twee met stuurman
- 1899:  EK in Oostende

### acht
- 1898:  BK
- 1898:  EK in Turijn
- 1899:  EK in Oostende